# Sven Rydell
Sven Åke Albert Rydell, švedski nogometaš, * 14. januar 1905, Göteborg, Švedska, † 4. april 1975, Göteborg.
Sodeloval je na nogometnemu delu poletnih olimpijskih iger leta 1924 in osvojil bronasto medaljo.